# Natalie Coughlinová
Natalie Coughlinová, celým jménem Natalie Anne Coughlin Hall, (* 23. srpna 1982 Vallejo) je americká plavkyně. Je držitelkou šedesáti medailí z velkých mezinárodních soutěží, z toho dvanácti olympijských: jako první dokázala obhájit olympijské vítězství na 100 metrů znak, v roce 2004 byla také členkou vítězné štafety na 4×200 m volným způsobem. V roce 2002 jako první plavkyně v historii překonala hranici jedné minuty na stometrové znakařské trati. Byla vyhlášena nejlepší světovou plavkyní roku 2002 a sportovkyní roku 2008 podle Olympijského výboru Spojených států amerických. Závodní kariéru ukončila v roce 2015.
Je irského a filipínského původu. Vystudovala psychologii na Kalifornské univerzitě v Berkeley. Jejím manželem je plavecký trenér Ethan Hall. Pracuje pro potravinářskou firmu Luvo Inc., jako své záliby uvádí zahrádkaření a vaření. Vystupovala jako spolukomentátorka sportovních televizních přenosů na stanici MSNBC, účinkovala v televizních soutěžích Dancing with the Stars a Chopped, pózovala pro Sports Illustrated Swimsuit Issue a časopis Self.